# Nuria Martí Gutiérrez
Nuria Martí Gutiérrez es una científica, bióloga y genetista, española que participó como coautora en la investigación que ha conseguido derivar células madre de embriones humanos clonados. La utilidad del descubrimiento tiene que ver con la clonación terapéutica.
Los resultados que se obtuvieron en el estudio en el que participó podrían ofrecer una forma de generar células madre de pacientes con tejidos y órganos dañados o deteriorados. De esta manera, las células madre podrían regenerar y reemplazar a las dañadas y mejorar enfermedades que afectan a millones de personas como la enfermedad de Parkinson, esclerosis múltiple, enfermedades cardíacas o lesiones de médula espinal.
Martí es licenciada en Ciencias Biológicas por la Universidad de Valencia. Se especializó en reproducción asistida en el Hospital Universitario La Fe, de la misma ciudad. Inició su tesis doctoral en el Centro de Investigación Príncipe Felipe. Además, realizó un máster en Biología Clínica y Experimental de la Reproducción en la Universidad de Alicante en 2004.
Fue despedida de este centro tras un ERE, en la que se le incluyó en 2011. Varios medios españoles reflejaron en 2013 la polémica de que una científica española con su trayectoria fuera despedida. El ERE afectó a 114 personas. Tras el ERE, Martí se incorporó a trabajar en la Universidad de Salud y Ciencia de Oregón (Estados Unidos).